# Lisa Dahlkvist
Lisa Karolina Viktoria Dahlkvist (Järfälla, 6 febbraio 1987) è una calciatrice svedese, centrocampista offensivo dell'Umeå IK e della nazionale svedese.
È figlia d'arte: suo padre, Sven Dahlkvist, ha giocato per l'AIK e il Örebro.

## Caratteristiche tecniche
Lisa Dahlkvist è una centrocampista che può ricoprire più posizioni in mezzo al campo, prediligendo però la fase offensiva. Il suo piede preferito è il destro.

## Carriera

### Club
Lisa Dahlkvist ha giocato tra il 2012 e il 2014 per il Tyresö FF. Precedentemente ha giocato nell'Umeå IK e nel Kopparbergs/Göteborg. Durante la sua militanza nel K. Göteborg è stata selezionata tra i quattro migliori centrocampisti del campionato femminile svedese. Il suo primo club è stato l’Adolfsbergs IK.
Nel corso del 2014 Dahlkvist si è trasferita nel club norvegese dell'Avaldsnes, dopodiché ha firmato un contratto annuale con il KIF Örebro. Già durante l'estate del 2015 ha tuttavia lasciato Örebro per trasferirsi nel club francese del Paris Saint-Germain, dove ha ottenuto un posto in prima squadra insieme alle connazionali Caroline Seger e Kosovare Asllani, anche queste militanti nella Nazionale Svedese.

### Nazionale
Dahlkvist ha debuttato nella Nazionale Svedese nel 2008 ed è stata convocata ai Campionati Europei del 2009 ed ai Mondiali del 2011. È stata anche membro della squadra svedese ai Giochi Olimpici di Londra nel 2012.

Lisa Dahlkvist è stata scelta nella selezione che ha rappresentato la Svezia nei Giochi Olimpici di Rio de Janeiro nel 2016. È stata una delle maggiori protagoniste nei quarti di finale contro la pluridecorata Nazionale degli Stati Uniti. Ha infatti segnato il gol decisivo segnando il quinto rigore, dopo che i tempi regolamentari si erano conclusi sul punteggio di 1 a 1, nonostante il tentativo del portiere americano Hope Solo di innervosirla, chiedendo di cambiare i guanti proprio prima dell’ultimo rigore. Anche in semifinale contro il Brasile ha segnato il rigore decisivo.

## Palmarès

### Club
- Campionato svedese: 4

Umeå: 2006, 2007, 2008
Tyresö: 2012
- Coppa di Svezia: 1

Kopparbergs Göteborg: 2011
- Supercoppa svedese: 2

Umeå: 2007, 2008

### Nazionale[11]
- Argento olimpico: 1

Rio de Janeiro 2016